# میگلیتول
میگلیتول (انگلیسی: Miglitol) یک داروهای ضد دیابت خوراکی است که کارش جلوگیری از هضم و تبدیل قندهای پیچیده به قندهای ساده‌تر (تک‌قندی‌ها همچون گلوکز) است و بدین ترتیب، جذب قند به خون، مختل می‌شود. این دارو در درمان دیابت نوع ۲ بکار می‌رود و به‌طور اَخص، از بالارفتن قند متعاقب صرفِ غذا جلوگیری می‌کند. این داروی برای آنکه حداکثر اثرِ خود را داشته باشد، باید دقیقاً پیش از غذا مصرف شود.
بر خلاف داروی هم‌خانواده‌اش آکاربوز، داروی میگلیتول جذب گسترده و کاملی دارد، اما در بدن متابولیزه نمی‌شود و دوباره توسط کلیه‌ها ترشح و دفع می‌شود.